# Prezentacja (wystąpienie publiczne)

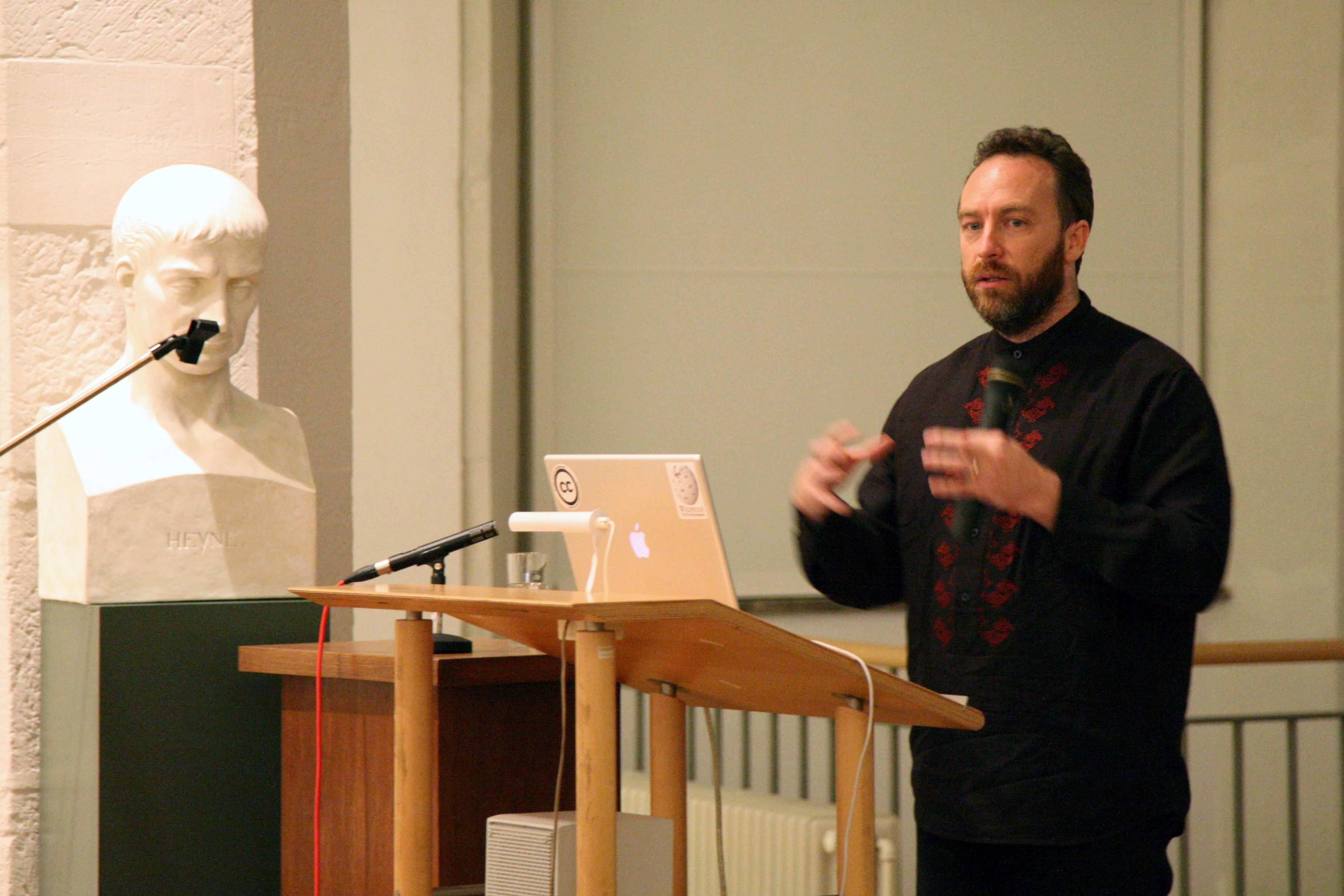
Prezentacja Jimmy'ego Walesa podczas Akademii Wikipedii – 2006 r.

Prezentacja – wystąpienie publiczne mające na celu przekazanie wiedzy przez prelegenta słuchaczom.
Zasadniczym elementem prezentacji jest treść jaka ma być przekazana słuchaczom. Elementami dodatkowymi, towarzyszącymi prezentacji, mogą być:
- grafika prezentacyjna[2],
- materiały dodatkowe (np. rozdawki),
- mowa ciała i kierowanie wrażeniem[3].